# Yves Eigenrauch
Yves Eigenrauch (* 24. April 1971 in Minden) ist ein ehemaliger deutscher Fußballspieler.

## Karriere

### Vereinsfußball
Eigenrauch besuchte das Ratsgymnasium Minden, wollte zuerst Handball spielen und nahm an einigen Turnieren mit der Schul-Fußballmannschaft teil. Über Blau-Weiß Lerbeck und Minden 05 kam er 1985 in die Jugendabteilung von Arminia Bielefeld. Sein Debüt im Herrenbereich gab er am 9. April 1989 beim 3:0-Sieg gegen den FC Gütersloh in der Oberliga Westfalen (damals dritthöchste Spielklasse) unter Ernst Middendorp. Bielefeld beendete die Saison 1988/89 als Tabellenzweiter punktgleich mit dem Meister Preußen Münster, für den die bessere Tordifferenz ausschlaggebend war. In der Deutschen Amateurmeisterschaft 1989 scheiterte die Arminia in der ersten Runde am BVL 08 Remscheid – Eigenrauch absolvierte Hin- und Rückspiel jeweils über die gesamte Spielzeit. In der Saison 1989/90 war Eigenrauch unter Middendorp Stammspieler in Bielefeld. Die Mannschaft wurde souverän Meister der Oberliga Westfalen, scheiterte aber in der Aufstiegsrunde zur 2. Bundesliga. Yves Eigenrauch absolvierte 29 der 30 Ligapartien und alle acht Spiele der Aufstiegsrunde über die gesamte Spielzeit.
Im Juli 1990 schloss sich Eigenrauch dem damaligen Zweitligisten FC Schalke 04 an, bei dem der Abwehrspieler in den 1990er-Jahren eine zentrale Rolle spielte. Für Schalke bestritt er zwischen 1990 und 2002 insgesamt 274 Spiele und erzielte dabei fünf Tore – darunter 229 Bundesligaspiele mit drei Treffern. Eigenrauch gewann mit dem FC Schalke 1996/97 unter Huub Stevens den UEFA-Pokal sowie 2000/01 und 2001/02 den DFB-Pokal. In dieser Zeit absolvierte er in der Sportfördergruppe der Bundeswehr auch seinen Wehrdienst. Im Jahr 2002 beendete Eigenrauch aufgrund eines Knorpelschadens seine Karriere.
Eigenrauch hat für einen Verteidiger eine bemerkenswerte Fair-Play-Bilanz. Er erhielt in seiner gesamten Bundesligazeit nur 15 Verwarnungen (Gelbe Karten), keinen Platzverweis (Rote Karte) und war nie gesperrt.

### Nationalmannschaft
Eigenrauch wurde in den Jahren 1994 und 1996 zu Sichtungslehrgängen des DFB eingeladen. Im März 1998 berief ihn Bundestrainer Berti Vogts zu den Länderspielen gegen Brasilien und Nigeria in den Kader der deutschen Nationalmannschaft. Eigenrauch kam jedoch bei beiden Spielen nicht zum Einsatz. Für die WM 1998 in Frankreich wurde er in den deutschen Kader auf Abruf nominiert. Der Nachfolger von Vogts, Erich Ribbeck, lud Eigenrauch zu den EM-Qualifikationsspielen gegen die Türkei und in Moldawien ein. Auch hier kam er nicht zum Einsatz.

## Nach der Karriere
Im Anschluss an seine sportliche Karriere arbeitete Yves Eigenrauch in der Stadion-Betriebsgesellschaft des FC Schalke 04. Zudem war er Kolumnist der ARD und der taz. Im Spielfilm Fußball ist unser Leben aus dem Jahr 2000, der sich um Fans des FC Schalke dreht, spielte er sich selbst. Zuletzt war Yves Eigenrauch in der Öffentlichkeitsarbeit eines Kinder- und Jugendtheaters (Consol Theater Gelsenkirchen) tätig und widmet seine Zeit nun seiner Familie und diversen gemeinnützigen Projekten, wie dem Gelsenkirchener Wohnprojekt „Pelikan – Generationenübergreifendes Wohnen“. Die Hamburger Musikgruppe Tomte besang im Jahr 2000 den Schalker Publikumsliebling in ihrem Song Yves, wie hältst du das aus? 2021 hatte er einen Auftritt in das aktuelle sportstudio.
Eigenrauch hat aus erster Ehe ein Kind und lebt mit seiner Familie und einem weiteren Kind aus dieser Beziehung in Herne. Er bezeichnet das Ruhrgebiet nun als seine Heimat. Dies machte er in einem Werbespot, den der WDR mit Eigenrauch herstellte, deutlich.
Seit Ende 2020 betreibt Eigenrauch einen Podcast, in dem er mit Personen aus Sport und Kultur spricht. Zu Gast waren der DJ Westbam, der ehemalige Schalke-Spieler Günter Schlipper und der wegen Betrugs verurteilte Kunstberater Helge Achenbach.